# بادیولا
بادیولا (به لاتین: Badiulla) یک روستا در بنگلادش است که در استان باریسال و در ناحیه باریسال واقع شده است.